# 24 Hour Party People
Pour plus de détails, voir Fiche technique et Distribution.
24 Hour Party People (Twenty Four Hour Party People) est un film britannique réalisé par Michael Winterbottom, sorti en 2002.

## Synopsis
Le film évoque les acteurs de la musique rock de Manchester de 1977 à 1997. Il s'articule autour de la vie de Tony Wilson et du label Factory Records qu'il a contribué à créer.

## Fiche technique
- Réalisation : Michael Winterbottom
- Photographie : Robby Müller
- Direction artistique : Paul Cripps
- Costumes : Stephen Noble et Natalie Ward
- Sociétés de production : The Film Consortium, Baby Cow Productions, Wave Pictures
- Sociétés de distribution : Pathé Distribution (Royaume-Uni), United Artists (États-Unis), Metropolitan FilmExport (France)

## Distribution
- Steve Coogan : Tony Wilson
- Shirley Henderson : Lindsay Wilson (Première femme de Tony)
- Paddy Considine : Rob Gretton (Manager de Joy Division et de New Order)
- Lennie James : Alan Erasmus (cofondateur de Factory Records)
- Andy Serkis : Martin Hannett (producteur)
- Sean Harris : Ian Curtis (Chanteur de Joy Division)
- John Simm : Bernard Sumner (guitariste de Joy Division et de New Order)
- Ralf Little : Peter Hook (bassiste de Joy Division et de New Order)
- Danny Cunningham : Shaun Ryder (chanteur des Happy Mondays)
- Chris Coghill : Bez (danseur et percussionniste des Happy Mondays)
- Dave Gorman : John, The PostMan
- Peter Kay :  Don Tonay
- Conrad Murray : Bailey Brother
- Rémy McTwisty
- Christopher Eccleston
- Simon Pegg : Mick Middles (auteur puis collaborateur du magazine Sounds)

## Musique

### Bande originale
1. Anarchy in the U.K. (Sex Pistols) – 3:33
2. 24 Hour Party People (Jon Carter Mix) (Happy Mondays) – 4:30
3. Transmission (Joy Division) – 3:36
4. Ever Fallen in Love (With Someone You Shouldn't've)? (Buzzcocks) – 2:42
5. Janie Jones (The Clash) – 2:06
6. New Dawn Fades (Moby and Billy Corgan with New Order) – 4:52
7. Atmosphere (Joy Division) – 4:09
8. Otis (The Durutti Column) – 4:16
9. Voodoo Ray (A Guy Called Gerald) – 2:43
10. Temptation (New Order) – 5:44
11. Loose Fit (Happy Mondays) – 4:17
12. Pacific State (808 State) – 3:53
13. Blue Monday (New Order) – 7:30
14. Move Your Body (Marshall Jefferson) – 5:15
15. She's Lost Control (Joy Division) – 4:44
16. Hallelujah (Club Mix) (Happy Mondays) – 5:40
17. Here to Stay (New Order) – 4:58
18. Love Will Tear Us Apart (Joy Division) – 3:24

### Autres musiques utilisées dans le film
- No Fun, the Sex Pistols
- Money's Too Tight to Mention, Simply Red
- Make Up to Break Up, Siouxsie and the Banshees
- The Passenger, Iggy Pop
- In The City, The Jam
- Wimoweh, Karl Denver
- Satan, Orbital
- Go, Moby
- Louie Louie, Factory All-Stars
- King of the Beats, Mantronix
- Flight, & Skipscada, A Certain Ratio
- No More Heroes, The Stranglers
- World in Motion, New Order
- Tart Tart, Wrote for Luck, Kinky Afro, Sunshine and Love, Happy Mondays
- Digital, Joy Division

## Distinctions

### Récompenses
- 2002 : British Independent Film Awards

### Nominations et sélection
- 2002 : Festival de Cannes, sélection officielle
- 2003 : Chlotrudis Awards, meilleur acteur dans un second rôle, Sean Harris
- 2003 : Festival international du film d'Emden-Norderney
- 2003 : Empire Awards, Royaume-Uni
- 2003 : Golden Trailer Awards, meilleur film indépendant
- 2003 : ALFS Award, meilleur actrice britannique dans un second rôle, Shirley Henderson
- 2003 : OFCS Award (prix de l’Online Film Critics Society), révélation de l'année, Steve Coogan
- 2003 : PFS Award, Democracy
- 2003 : Satellite Awards